# Arthur Batanides
Arthur Batanides (* 9. April 1922 in Tacoma, Washington; † 10. Januar 2000 in Los Angeles, Kalifornien) war ein US-amerikanischer Schauspieler.
Batanides war hauptsächlich als Nebendarsteller im Fernsehen tätig, darunter vor allem in Western-, Kriminal- und Science-Fiction-Serien. Am Ende seiner Karriere war eine seiner bekanntesten Rollen die des Max Kirkland in den Police-Academy-Teilen Police Academy 2 – Jetzt geht’s erst richtig los, Police Academy 3 – ...und keiner kann sie bremsen, Police Academy 4 – Und jetzt geht’s rund und Police Academy 6 – Widerstand zwecklos. Nach seinem Auftritt in Police Academy zog er sich in den Ruhestand zurück.
Er starb am 10. Januar 2000 im Alter von 77 Jahren in Los Angeles.

## Filmografie (Auswahl)

### Kino
- 1956:  Die zehn Gebote (The Ten Commandments)
- 1959: In den Klauen der Unterwelt (Cry tough)
- 1961: Die Menschenfalle (Man-Trap)
- 1975: Brannigan – Ein Mann aus Stahl (Brannigan)
- 1985: Police Academy 2 – Jetzt geht’s erst richtig los (Police Academy 2: Their First Assignment)
- 1986: Police Academy 3 – ...und keiner kann sie bremsen (Police Academy 3: Back in Training)
- 1987: Police Academy 4 – Und jetzt geht’s rund (Police Academy 4: Citizens on Patrol)
- 1989: Police Academy 6 – Widerstand zwecklos (Police Academy 6: City Under Siege)

### Fernsehserien
(soweit nicht anders angegeben, jeweils eine Folge)
- 1953–1954: Rod Brown of the Rocket Rangers (58 Folgen)
- 1957: Maverick
- 1958–1959: Alfred Hitchcock präsentiert (Alfred Hitchcock Presents) (2 Folgen)
- 1958–1959: Richard Diamond, Privatdetektiv (Richard Diamond, Private Detective) (2 Folgen)
- 1958: Peter Gunn
- 1958: State Trooper
- 1959–1961 Tausend Meilen Staub (Raw Hide) (2 Folgen)
- 1959–1961 Unwahrscheinliche Geschichten (Twilight Zone) (2 Folgen)
- 1959: Lawman
- 1959: Yancy Derringer
- 1960 Dezernat M (M Squad)
- 1960–1961: Kein Fall für FBI (The Detectives) (4 Folgen)
- 1960–1961: Bonanza (2 Folgen)
- 1960: Der Kopfgeldjäger (Wanted: Dead Or Alive)
- 1961:Route 66
- 1963: Perry Mason
- 1963: Preston & Preston (The Defenders)
- 1963–1964: Das große Abenteuer (The Great Adventure) (2 Folgen)
- 1963: Westlich von Santa Fé (The Rifleman)
- 1964: Auf der Flucht (The Fugitive)
- 1964–1965: Rauchende Colts (Gunsmoke) (2 Folgen)
- 1964: Gauner gegen Gauner (The Rogues)
- 1964: The Outer Limits
- 1965 Amos Burke (Burke’s Law)
- 1965–1968: Verrückter wilder Westen (The Wild Wild West) (4 Folgen)
- 1966: Supermax, der Meisterspion Mini-Max oder Die unglaublichen Abenteuer des Maxwell Smart (Get Smart)
- 1966–1967: Tennisschläger und Kanonen (I Spy) (5 Folgen)
- 1966: Solo für O.N.C.E.L. (The Man from U.N.C.L.E. )
- 1967–1972: Kobra, übernehmen Sie (Mission: Impossible) (6 Folgen)
- 1967: Der Marshall von Cimarron (Cimarron Strip)
- 1967: Die grüne Hornisse (The Green Hornet) (2 Folgen)
- 1967: Time Tunnel
- 1967: Verschollen zwischen fremden Welten (Lost in Space)
- 1968: Planet der Giganten (Land of the Giants)
- 1969: Raumschiff Enterprise (Star Trek)
- 1970:Daniel Boone
- 1970: Ihr Auftritt, Al Mundy (It Takes a Thief)
- 1970: The Name of the Game
- 1971: Hawaii Fünf-Null (Hawaii Five-O)
- 1971: Ohne Furcht und Sattel (Bearcats!)
- 1972–1974: Männerwirtschaft (The Odd Couple) (3 Folgen)
- 1972: Die Straßen von San Francisco (The Streets of San Francisco)
- 1973: Der Chef (Ironside)
- 1973: Ein Sheriff in New York (McCloud)
- 1973: Mannix
- 1974–1983: Happy Days
- 1974: Columbo: Teuflische Intelligenz (Mind over Mayhem)
- 1976: Die Entführung des Lindbergh-Babys (The Lindbergh Kidnapping Case, Fernsehfilm)
- 1977: Der Mann aus Atlantis (Man from Atlantis)
- 1978–1981: Lou Grant (4 Folgen)
- 1978: Wonder Woman (2 Folgen)
- 1980: Kampfstern Galactica (Battlestar Galactica)
- 1982:Quincy
- 1985: Knight Rider